# Smilovci
Smilovci (cyr. Смиловци) – wieś w Serbii, w okręgu pirockim, w gminie Dimitrovgrad. W 2011 roku liczyła 104 mieszkańców.